# ワヒーダー・ラフマーン
ワヒーダー・ラフマーン（Waheeda Rehman、1938年2月3日 - ）は、インドのヒンディー語映画で活動する女優。インド映画史上最も偉大な俳優の一人に挙げられ、50年以上のキャリアの中で90本以上の映画に出演しており、これまでに国家映画賞、フィルムフェア賞を受賞している。また、インド映画界における長年の貢献を認められ、1972年にパドマ・シュリー勲章、2011年にパドマ・ブーシャン勲章を授与され、2023年にはダーダーサーヘブ・パールケー賞を受賞している。女優業のほかに慈善活動にも携わっており、インドの教育問題や貧困問題にも取り組んでいる。

## 生い立ち
1938年2月3日、チェンガルパットゥに暮らすタミル人デカン・ムスリム家庭に生まれる。「ハイデラバード出身」と報じられることもあるが、これは誤りである。父はモハメド・アブドゥル・ラフマーン、母はムムターズ・ベーグムで、ワヒーダー・ラフマーンは4人姉妹の末子だった。幼少期は姉たちと共にマドラスでバラタナティヤムを学び、父の赴任先であるヴィシャーカパトナムの聖ヨセフ女子修道院学校で教育を受けた。父は県長官としてマドラス州の各地に赴任していたが、1951年に死去している。ワヒーダー・ラフマーンは医師になることを目指していたが、父の死や母の病気に伴う家庭の経済状況の悪化を受けて断念し、家庭を助けるためにバラタナティヤムの才能を活かして映画業界でダンサーとして働き始めた。

## キャリア

### 1950年代 - 1960年代
1955年にテルグ語映画『Rojulu Marayi』にダンサーとして出演し、『Jayasimha』では女優としてN・T・ラーマ・ラオと共演した。1956年には『アリババと40人の盗賊』を原作としたタミル語映画『Alibabavum 40 Thirudargalum』にダンサーとして出演している。1950年代後半からは『Solva Saal』など7本の作品でデーヴ・アーナンドと共演し、恋人役を演じるようになった。同作での演技について『ザ・ヒンドゥー』のスレーシュ・コーリーは「当時は20歳そこそこで、ヒンディー語映画への出演も4本目だったが、ラフマーンは激しさが求められるシリアスなシーン、茶目っ気のあるキラキラした目の動きを求められる陽気なシーンのどちらであっても観客に気品を見せつけてくれた」と批評している。
やがてワヒーダー・ラフマーンの演技は、後に彼女が「映画界の師」と敬愛するようになったグル・ダットの目に留まった。グル・ダットは彼女をボンベイに呼び寄せ、『C.I.D.』に起用した。同作の出演に際してマドゥバーラー、ナルギス、ミーナー・クマーリーなどの人気女優と同じように「セクシーな響きのある芸名」を名乗るように求められたものの、彼女は拒否して本名で活動することを選んでいる。その後、ワヒーダー・ラフマーンは『渇き』で主要キャストに起用され、同作は興行的な成功を収めたほか、批評家からは「インド映画史上最高の映画の一つ」と評されている。グル・ダットとは引き続き『12 O'Clock』『紙の花』『十四夜の月』などで共演し、いずれも批評家から高い評価を得ている。彼と最後に共演したのは『旦那様と奥様と召使い』であり、ミーナー・クマーリーとも共演している。同作は国内外の批評家から高い評価を得ており、ワヒーダー・ラフマーンはフィルムフェア賞 助演女優賞にノミネートされ、映画自体も第13回ベルリン国際映画祭で金熊賞にノミネートされ、第10回フィルムフェア賞では作品賞を受賞した。
1962年にはサタジット・レイの『遠征』に出演し、ベンガル語映画デビューした。その後は『Baat Ek Raat Ki』『Rakhi』『Ek Dil Sau Afsane』に出演し、主演女優としてはスニール・ダットと共演した『Mujhe Jeene Do』、ニルパ・ロイと共演した『Kaun Apna Kaun Paraya』、ビシュワジート・チャテルジーと共演した『Kohra』『Majboor』『Bees Saal Baad』が知られており、このうち『Bees Saal Baad』は1962年公開のヒンディー語映画で最も高い興行収入を記録している。1964年末にはヒンディー語映画界で3番目に出演料が高額な女優になり、人気女優の地位を確立した。
1965年にはヴィジャイ・アーナンドの代表作として知られる『Guide』に出演し、デーヴ・アーナンド演じる浮気性な考古学者に苛立ちを見せる気の強い妻ロージー役を演じた。ロージー役は当時のヒンディー語映画におけるステレオタイプの女性像を一新させる役柄だったため、ワヒーダー・ラフマーンにとって演じることが難しい役だったという。同作は興行的な成功を収め、1965年公開のヒンディー語映画年間興行成績第5位にランクインしており、彼女の演技も高い評価を得ている。彼女の演技について『ヒンドゥスタン・タイムズ』のトリシャー・グプタは「ロージーは三つの要素を持つ珍しいキャラクターだ。それは不幸な結婚生活から抜け出そうとする女性、夫以外の男性との恋愛関係を結ぶ女性、ダンサーとしての成功を目指す女性の三つの姿だ。彼女は現在のヒンディー語映画においても珍しいヒロインである」と批評しており、彼女はフィルムフェア賞 主演女優賞を受賞したほか、映画自体も国家映画賞 長編映画賞とフィルムフェア賞作品賞を受賞し、さらにアカデミー国際長編映画賞インド代表作品にも選出された。現在ではカルト的な人気を集める古典映画に位置付けられており、ワヒーダー・ラフマーンの代表作の一つに挙げられている。
キャリアの全盛期にはディリープ・クマール、ラージェーンドラ・クマール、ラージ・カプール、ラージェーシュ・カンナーなどの人気俳優と共演した。この時期の代表作には『Teesri Kasam』『Ram Aur Shyam』『Khamoshi』があり、これらの作品でワヒーダー・ラフマーンはフィルムフェア賞主演女優賞にノミネートされ、『Neel Kamal』で2度目の受賞を果たした。また、ラージェーシュ・カンナー、ダルメンドラと共演した『Khamoshi』では患者に恋して精神に異常をきたし、精神病院送りとなる看護師役を演じて批評家から高い評価を得ている。このほかに『Patthar Ke Sanam』『Aadmi』では興行的な成功を収め、1964年から1969年にかけてヒンディー語映画界で2番目に出演料が高額な女優となった。この時期について彼女は「フリーランサーとして初めて出演した『Solva Saal』では3万ルピー受け取りました。キャリアの中で一番出演料が高額だったのは、ある映画に出演した時に受け取った70万ルピーでした」と語っている。

### 1970年代 - 現在

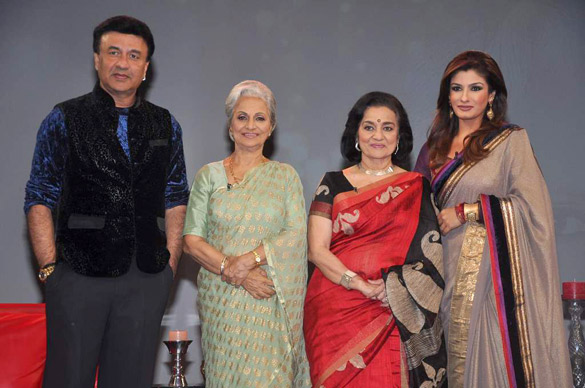
ニューデリー・テレビジョンのイベントに出席するアヌー・マリク、ワヒーダー・ラフマーン、アシャ・パレク、ラヴィーナー・タンダン（2012年）

1971年は『Reshma Aur Shera』で主演を務め、国家映画賞 主演女優賞を受賞した。また、映画自体も第22回ベルリン国際映画祭で金熊賞にノミネートされ、アカデミー国際長編映画賞インド代表作品にも選出されたが、興行成績は芳しくなかった。1973年は『Phagun』でジャヤー・バドゥリの母親役を演じ、このほかに『Kabhi Kabhie』『Trishul』『Jwalamukhi』『Naseeb』『Dharam Kanta』『Namak Halaal』『Coolie』『Mashaal』『Chandni』『Lamhe』に出演し、このうち『Kabhi Kabhie』『Namkeen』『Chandni』『Lamhe』ではフィルムフェア賞助演女優賞にノミネートされた。『Naseeb』では挿入曲「John Jani Janardan」のシーンでカメオ出演しており、シャンミー・カプールと手をつないで登場する。シャンミー・カプールとの共演は『Naseeb』のみであり、映画史家のラージェーシュ・スブラマニアンによると、『Naseeb』の撮影が進む中で監督のマンモハン・デサイがシャンミー・カプールの代理人として彼女に出演を依頼したという。『Lamhe』出演後、ワヒーダー・ラフマーンは女優業の休止を発表した。
カラン・ジョーハルの『家族の四季 -愛すれど遠く離れて-』ではアミターブ・バッチャンの母親役を演じる予定だったが、撮影中の2000年11月に夫カマルジートが死去したことを受けて降板し、アチャラ・サチデーヴが代役を務めた。復帰後は『Om Jai Jagadish』『とらわれの水』『15 Park Avenue』『Rang De Basanti』『デリー6』などで母親役を演じ、いずれも高い評価を得ている。2011年には長年のインド映画界への貢献が認められてパドマ・ブーシャン勲章を授与され、2013年にはインディアン・フィルム・パーソナリティ・オブ・ザ・イヤーを受賞した。また、同年にはナスリーン・ムンニ・カービルとのインタビュー記録で著された伝記『Conversations with Waheeda Rehman』が出版されている。

## フィルモグラフィー
| 年   | 作品                         | 役名                                    | 言語                   | 備考                                             | 出典    |
| ---- | ---------------------------- | --------------------------------------- | ---------------------- | ------------------------------------------------ | ------- |
| 1955 | Rojulu Marayi                | ダンサー                                | テルグ語               | 「Eruvaaka Sagaroranno Chinnanna」歌曲シーン出演 | [ 45 ]  |
| 1955 | Jayasimha                    | パドミニ                                | テルグ語               |                                                  | [ 45 ]  |
| 1955 | Kaalam Maari Pochu           | ダンサー                                | タミル語               | 「Yeru Thooki Povayae」歌曲シーン出演            | [ 45 ]  |
| 1956 | Alibabavum 40 Thirudargalum  | ダンサー                                | タミル語               | 「Salaam Babu Enaai」歌曲シーン出演              | [ 45 ]  |
| 1956 | C.I.D.                       | カミニ                                  | ヒンディー語           |                                                  | [ 45 ]  |
| 1957 | 渇き                         | グラブー                                | ヒンディー語           |                                                  | [ 45 ]  |
| 1958 | 12 O'Clock                   | バーニー・チョーダリー                  | ヒンディー語           |                                                  | [ 14 ]  |
| 1958 | Solva Saal                   | ラージ                                  | ヒンディー語           |                                                  | [ 14 ]  |
| 1959 | 紙の花                       | シャンティ                              | ヒンディー語           |                                                  | [ 14 ]  |
| 1960 | Kala Bazar                   | アルカ                                  | ヒンディー語           |                                                  | [ 14 ]  |
| 1960 | Ek Phool Char Kaante         | スシュマ                                | ヒンディー語           |                                                  | [ 50 ]  |
| 1960 | 十四夜の月                   | ジャミーラ                              | ヒンディー語           |                                                  | [ 14 ]  |
| 1960 | Girl Friend                  |                                         | ヒンディー語           |                                                  | [ 51 ]  |
| 1961 | Roop Ki Rani Choron Ka Raja  | ラーニー                                | ヒンディー語           |                                                  | [ 14 ]  |
| 1962 | 旦那様と奥様と召使い         | ジャバー                                | ヒンディー語           | フィルムフェア賞 助演女優賞ノミネート            | [ 14 ]  |
| 1962 | Bees Saal Baad               | ラーダー                                | ヒンディー語           |                                                  | [ 14 ]  |
| 1962 | Baat Ek Raat Ki              | ニーラ/ミーナ                           | ヒンディー語           |                                                  | [ 14 ]  |
| 1962 | Rakhi                        | ラーダー                                | ヒンディー語           |                                                  | [ 52 ]  |
| 1962 | 遠征                         | グラビ                                  | ベンガル語             |                                                  | [ 53 ]  |
| 1963 | Mujhe Jeene Do               | チャメリ・ジャーン                      | ヒンディー語           |                                                  | [ 54 ]  |
| 1963 | Kaun Apna Kaun Paraya        | アシャ                                  | ヒンディー語           |                                                  | [ 55 ]  |
| 1963 | Ek Dil Sau Afsane            | スニタ                                  | ヒンディー語           |                                                  | [ 56 ]  |
| 1964 | Kohraa                       | ラージェーシュワリ                      | ヒンディー語           |                                                  | [ 57 ]  |
| 1964 | Shagoon                      | ギーター                                | ヒンディー語           |                                                  | [ 14 ]  |
| 1964 | Majboor                      | スシーラー・メーヘター                  | ヒンディー語           |                                                  | [ 58 ]  |
| 1965 | Guide                        | ロージー・マルコ/ミス・ナリニ           | ヒンディー語           | フィルムフェア賞 主演女優賞受賞                  | [ 14 ]  |
| 1966 | Teesri Kasam                 | ヒーラー・バーイー                      | ヒンディー語           |                                                  | [ 59 ]  |
| 1966 | Dil Diya Dard Liya           | ルーパー                                | ヒンディー語           |                                                  | [ 60 ]  |
| 1967 | Patthar Ke Sanam             | タルナ                                  | ヒンディー語           |                                                  | [ 61 ]  |
| 1967 | Ram Aur Shyam                | アンジャナ                              | ヒンディー語           | フィルムフェア賞主演女優賞ノミネート             | [ 14 ]  |
| 1967 | Palki                        | メヘルー                                | ヒンディー語           |                                                  | [ 14 ]  |
| 1968 | Neel Kamal                   | ラージクマール・ニール・カマル/シーター | ヒンディー語           | フィルムフェア賞主演女優賞受賞                   | [ 59 ]  |
| 1968 | Aadmi                        | ミーナ                                  | ヒンディー語           |                                                  | [ 62 ]  |
| 1968 | Baazi                        | エリザベス・デシルヴァ                  | ヒンディー語           |                                                  | [ 14 ]  |
| 1969 | Khamoshi                     | ラーダー                                | ヒンディー語           | フィルムフェア賞主演女優賞ノミネート             | [ 59 ]  |
| 1969 | Shatranj                     | ミーナ                                  | ヒンディー語           |                                                  | [ 63 ]  |
| 1969 | Meri Bhabhi                  | マヤ                                    | ヒンディー語           |                                                  | [ 64 ]  |
| 1970 | Prem Pujari                  | スマン・メーヘラー                      | ヒンディー語           |                                                  | [ 14 ]  |
| 1970 | Man Ki Aankhen               | ギーター                                | ヒンディー語           |                                                  | [ 65 ]  |
| 1970 | Dharti                       | チトラレーカー王女/ジュワーラー         | ヒンディー語           |                                                  | [ 66 ]  |
| 1970 | Darpan                       | マーダヴィ                              | ヒンディー語           |                                                  | [ 67 ]  |
| 1971 | Man Mandir                   | クリシュナ、ラーダー                    | ヒンディー語           | 二役                                             | [ 68 ]  |
| 1971 | Reshma Aur Shera             | ラシュマ                                | ヒンディー語           | 国家映画賞 主演女優賞受賞                        | [ 59 ]  |
| 1972 | Zindagi Zindagi              | メータ・シャルマー                      | ヒンディー語           |                                                  | [ 69 ]  |
| 1972 | Trisandhya                   | インドゥ                                | ヒンディー語           |                                                  | [ 70 ]  |
| 1972 | Subah-O-Sham                 | シリン                                  | ヒンディー語           |                                                  | [ 71 ]  |
| 1972 | Dil Ka Raaja                 | ラクシュミー・シン                      | ヒンディー語           |                                                  | [ 72 ]  |
| 1972 | Thrisandhya                  |                                         | マラヤーラム語         |                                                  | [ 73 ]  |
| 1973 | Phagun                       | シャンタ                                | ヒンディー語           |                                                  | [ 59 ]  |
| 1973 | Insaaf                       |                                         | ヒンディー語           |                                                  | [ 74 ]  |
| 1974 | Bangaaru Kalalu              | サロージャー                            | テルグ語               |                                                  | [ 75 ]  |
| 1976 | Kabhi Kabhie                 | アンジャーリ・マルホートラ              | ヒンディー語           | フィルムフェア賞助演女優賞ノミネート             | [ 76 ]  |
| 1976 | Adalat                       | ラーダー                                | ヒンディー語           |                                                  | [ 77 ]  |
| 1978 | Trishul                      | シャンティ                              | ヒンディー語           | カメオ出演                                       | [ 14 ]  |
| 1979 | Aaj Ki Dhara                 |                                         | ヒンディー語           |                                                  | [ 78 ]  |
| 1979 | Jiban Jerakam                |                                         | ベンガル語             |                                                  | [ 79 ]  |
| 1980 | Jyoti Bane Jwala             | マルティ                                | ヒンディー語           |                                                  | [ 80 ]  |
| 1980 | Jwalamukhi                   | サーヴィタ                              | ヒンディー語           |                                                  | [ 81 ]  |
| 1982 | Sawaal                       | アンジュ・メーヘター                    | ヒンディー語           |                                                  | [ 82 ]  |
| 1982 | Namak Halaal                 | サーヴィトリ                            | ヒンディー語           |                                                  | [ 81 ]  |
| 1982 | Namkeen                      | ジャグニ/ジョーティ                     | ヒンディー語           | フィルムフェア賞助演女優賞ノミネート             | [ 59 ]  |
| 1982 | Dharam Kanta                 | ラーダー・シン                          | ヒンディー語           |                                                  | [ 81 ]  |
| 1983 | Himmatwala                   | サーヴィトリ                            | ヒンディー語           |                                                  | [ 83 ]  |
| 1983 | Mahaan                       | ジャーンキ                              | ヒンディー語           |                                                  | [ 14 ]  |
| 1983 | Coolie                       | サルマ                                  | ヒンディー語           |                                                  | [ 81 ]  |
| 1983 | Pyaasi Aankhen               |                                         | ヒンディー語           |                                                  | [ 84 ]  |
| 1983 | Ghungroo                     | ラーニマー                              | ヒンディー語           |                                                  | [ 85 ]  |
| 1984 | Sunny                        | ガーヤトリ                              | ヒンディー語           |                                                  | [ 86 ]  |
| 1984 | Mashaal                      | スダー                                  | ヒンディー語           |                                                  | [ 81 ]  |
| 1984 | Maqsad                       | シャルダ                                | ヒンディー語           |                                                  | [ 87 ]  |
| 1985 | Bayen Hath Ka Khel           |                                         | ヒンディー語           | 未公開作品                                       | [ 88 ]  |
| 1986 | Simhasanam                   |                                         | テルグ語               |                                                  | [ 89 ]  |
| 1986 | Singhasan                    | ラージマタ・ヴァルダン                  | ヒンディー語           |                                                  | [ 90 ]  |
| 1986 | Allah-Rakha                  | サルマ弁護士                            | ヒンディー語           |                                                  | [ 91 ]  |
| 1989 | Chandni                      | ラタ・カンナー                          | ヒンディー語           | フィルムフェア賞助演女優賞ノミネート             | [ 92 ]  |
| 1991 | Lamhe                        | ダーイ・ジャーン                        | ヒンディー語           | フィルムフェア賞助演女優賞ノミネート             | [ 93 ]  |
| 1991 | Swayam                       |                                         | ヒンディー語           |                                                  | [ 59 ]  |
| 1994 | Ulfat Ki Nayee Manzilen      |                                         | ヒンディー語           | 1971年製作                                       | [ 94 ]  |
| 2002 | Om Jai Jagadish              | サーラスワティ・バトラ                  | ヒンディー語           |                                                  | [ 95 ]  |
| 2005 | とらわれの水                 | バーガワティ                            | ヒンディー語           |                                                  | [ 45 ]  |
| 2005 | 私はガンディーを殺していない | スニタ・カンナー学長                    | ヒンディー語           |                                                  | [ 96 ]  |
| 2005 | 15 Park Avenue               | ミーティとアンジャーリの母              | 英語、ベンガル語       |                                                  | [ 97 ]  |
| 2006 | Rang De Basanti              | アイシュワリヤー・ラソッド              | ヒンディー語           |                                                  | [ 98 ]  |
| 2006 | Chukkallo Chandrudu          | パドマーワティ                          | テルグ語               | カメオ出演                                       | [ 75 ]  |
| 2009 | デリー6                      | アンナプルナ・メーヘラー                | ヒンディー語           |                                                  | [ 98 ]  |
| 2013 | Love in Bombay               | プリーティ・メーヘラー                  | ヒンディー語           |                                                  | [ 99 ]  |
| 2015 | Arshinagar                   | ダディジャーン                          | ベンガル語             |                                                  | [ 100 ] |
| 2017 | The Song of Scorpions        | ズベイダー                              | ヒンディー語           |                                                  | [ 101 ] |
| 2018 | Vishwaroopam II              | カシュミリの母                          | タミル語、ヒンディー語 |                                                  | [ 102 ] |
| 2021 | スケーターガール             | マハーラーニー                          | 英語、ヒンディー語     | Netflix配信作品                                  | [ 103 ] |

## 私生活
1974年4月に『Shagoon』で共演経験のあるカマルジートと結婚し、2子をもうけた。結婚後はバンガロールの農場で暮らしていたが、2000年11月21日にカマルジートが死去してからはムンバイのバーンドラで暮らしている。後年、ワヒーダー・ラフマーンは夫婦関係について聞かれた際に「その話はしたくありません。私の私生活はプライベートのままであるべきです。誰にも立ち入って欲しくないのです。私たちが公人なのは理解していますが、私と夫が喧嘩したとして、それをわざわざ知りたいと思いますか?」と語っている。

## 評価

### 人物評

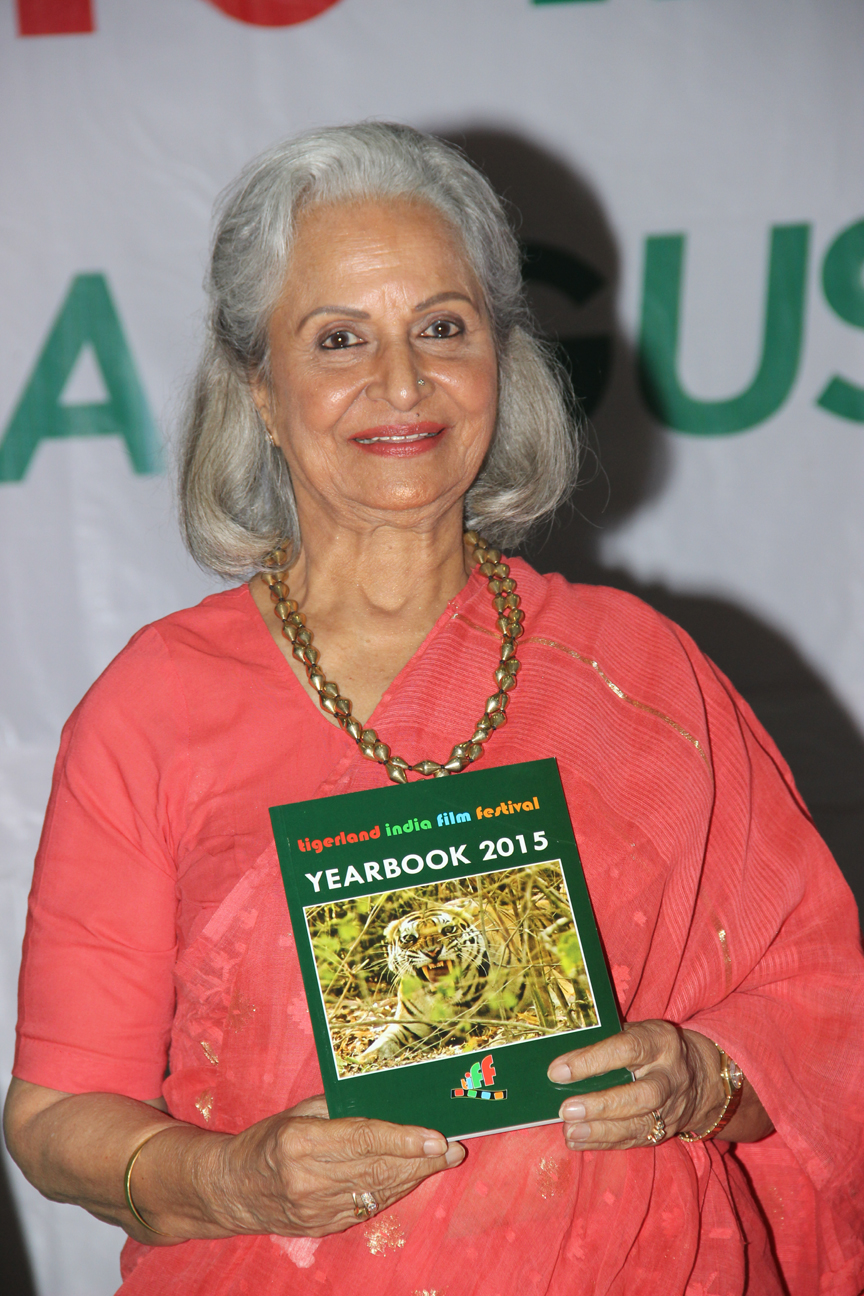
ワヒーダー・ラフマーン（2015年）

ワヒーダー・ラフマーンはインド映画史上最も偉大な俳優の一人に挙げられている。彼女は『Rediff.com』の「ボリウッド・オールタイム・ベスト女優」や『アウトルック』の「ボリウッド女優ベスト75」の一人に選ばれており、1960年代から1970年代にかけて最も出演料が高額な女優の一人だった。ワヒーダー・ラフマーンは1967年と1968年には『Box Office India』の「トップ女優」にランクインしている。また、出演作『C.I.D.』は『Rediff.com』の「ボリウッド史上最高のデビュー作」で第3位にランクインし、2011年には「映画史上最も偉大な女優」でナルギス、スミター・パーティル、ヌータン、ミーナー・クマーリーに次いで第5位にランクインしている。2012年にはニューデリー・テレビジョンの「映画史上最も人気のある女優」で第9位にランクインし、『フィルムフェア』の「ボリウッドで最も印象的な演技ベスト80」では『Guide』の演技が選出され、『ザ・タイムズ・オブ・インディア』の「最も美しい顔ベスト50」にも選出されている。
『フィルムフェア』のデーヴェン・シャルマは「蒼茫の踊り子」と評し、『インディアン・エクスプレス』のアルシ・バースカルは「ワヒーダー・ラフマーンには、インド映画におけるエートスの変遷と彼女自身の才能が反映されたフィルモグラフィーがあふれている」と批評している。『インディア・トゥデイ』のシャルラ・バジールは「ワヒーダー・ラフマーンほどのキャリアと人生を歩んだ俳優は存在しないだろう」と批評し、『ザ・テレグラフ』のムクル・ケーサヴァンはグル・ダットとの共演について「ワヒーダー・ラフマーンはヒンディー語映画における偉大な俳優であるが、その理由としてグル・ダット作品への出演を挙げる人が多いが、その主張は適切ではない。グル・ダットは星屑を振りかけただけであり、彼女自身が俳優として自らを作り上げたのだ」と批評したほか、『Rediff.com』のディネーシュ・ラーヘジャーは「ラフマーンの素朴な美しさと、さわやかで自然な演技スタイルは、1960年代に入念な作り込みで流行したブッファン軍団を打ち破った」と批評している。また、2022年に執り行われたインド独立75周年記念式典では、パオリ・ダムがワヒーダー・ラフマーン役を演じ、『渇き』出演時の姿を再現している。

### 受賞歴
| 年                               | 部門                                                     | 作品                     | 結果       | 出典    |
| 栄典                             | 栄典                                                     | 栄典                     | 栄典       | 栄典    |
| -------------------------------- | -------------------------------------------------------- | ------------------------ | ---------- | ------- |
| 1972年                           | パドマ・シュリー勲章                                     | N/A                      | 受賞       | [ 124 ] |
| 2011年                           | パドマ・ブーシャン勲章                                   | N/A                      | 受賞       | [ 125 ] |
| 2020年                           | キショール・クマール賞                                   | N/A                      | 受賞       | [ 126 ] |
| 国家映画賞                       |                                                          |                          |            |         |
| 1972年                           | 主演女優賞                                               | 『Reshma Aur Shera』     | 受賞       | [ 127 ] |
| 2023年                           | ダーダーサーヘブ・パールケー賞                           | N/A                      | 受賞       | [ 128 ] |
| フィルムフェア賞                 |                                                          |                          |            |         |
| 1963年                           | 助演女優賞                                               | 『旦那様と奥様と召使い』 | ノミネート | [ 129 ] |
| 1967年                           | 主演女優賞                                               | 『Guide』                | 受賞       | [ 37 ]  |
| 1968年                           | 主演女優賞                                               | 『Ram Aur Shyam』        | ノミネート | [ 130 ] |
| 1969年                           | 主演女優賞                                               | 『Neel Kamal』           | 受賞       | [ 40 ]  |
| 1971年                           | 主演女優賞                                               | 『Khamoshi』             | ノミネート | [ 131 ] |
| 1977年                           | 助演女優賞                                               | 『Kabhi Kabhie』         | ノミネート | [ 132 ] |
| 1983年                           | 助演女優賞                                               | 『Namkeen』              | ノミネート | [ 133 ] |
| 1990年                           | 助演女優賞                                               | 『Chandni』              | ノミネート | [ 134 ] |
| 1992年                           | 助演女優賞                                               | 『Lamhe』                | ノミネート | [ 135 ] |
| 1995年                           | 生涯功労賞                                               | N/A                      | 受賞       | [ 136 ] |
| 国際インド映画アカデミー賞       |                                                          |                          |            |         |
| 2001年                           | 生涯功労賞                                               | N/A                      | 受賞       | [ 137 ] |
| ナンディ賞                       |                                                          |                          |            |         |
| 2006年                           | NTRナショナル・アワード                                  | N/A                      | 受賞       | [ 138 ] |
| ジー・シネ・アワード             |                                                          |                          |            |         |
| 2003年                           | 助演女優賞                                               | 『Om Jai Jagadish』      | ノミネート | [ 139 ] |
| ベンガル映画ジャーナリスト協会賞 |                                                          |                          |            |         |
| 1967年                           | ヒンディー語映画部門主演女優賞                           | 『Teesri Kasam』         | 受賞       |         |
| インド国際映画祭                 |                                                          |                          |            |         |
| 2013年                           | インディアン・フィルム・パーソナリティ・オブ・ザ・イヤー | N/A                      | 受賞       | [ 140 ] |
| シカゴ国際映画祭                 |                                                          |                          |            |         |
| 1965年                           | 女優賞                                                   | 『Guide』                | 受賞       | [ 141 ] |
| プネー国際映画祭                 |                                                          |                          |            |         |
| 2005年                           | 生涯功労賞                                               | N/A                      | 受賞       | [ 142 ] |